# Vene uterine
Venele uterine sunt afluenți ai venelor iliace interne. Se găsesc în ligamentele cardinale. 